# 喬丁·海特瑪
喬丁·帕梅拉·海特瑪（英語：Jordyn Pamela Huitema，2001年5月8日—）是一名加拿大足球員，現效力美國國家女子足球聯賽球隊西雅圖君主，並於2017年首次入選加拿大女足。

## 早年
海特瑪出生於2001年，四歲時就已經加入當地球隊奇利瓦克FC的青年隊。此外，她在中學期間還是學校田徑隊的短跑運動員。

## 球會生涯
2015年，海特瑪加入溫哥華白浪旗下的女子青訓學校。
2018年7月，巴黎聖日耳曼宣佈：海特瑪將在2018年國際冠軍盃期間為巴黎聖日耳曼披甲上陣，但為了保留未來參加美國NCAA大學聯賽的資格，海特瑪不會簽訂球員合同。錦標賽期間，海特瑪先後在對戰曼城和北卡勇氣的比賽中上陣。
2019年1月，海特瑪表示：自己已經決定高中畢業後跳過大學聯賽，直接成為職業球員。5月17日，巴黎聖日耳曼宣佈和海特瑪簽下職業球員合同。

## 國家隊生涯
海特瑪2017年第一次入選加拿大女足，隨隊出征當年的阿爾加夫盃，並在迎戰西班牙女足的比賽上第一次首發。

## 榮譽
- 2015年中北美U15錦標賽最佳陣容；
- 2017年加拿大足協最佳女球員；
- 2018年中北美U20錦標賽最佳陣容及金靴獎。